# Āq Bolāgh-e Morshed
Āq Bolāgh-e Morshed (persiska: آق بلاغ مرشد, آغ بُلاغِ مُرشِد) är en ort i Iran.   Den ligger i provinsen Hamadan, i den nordvästra delen av landet, 300 km väster om huvudstaden Teheran. Āq Bolāgh-e Morshed ligger 1 858 meter över havet och antalet invånare är 607.
Terrängen runt Āq Bolāgh-e Morshed är varierad, och sluttar norrut. Runt Āq Bolāgh-e Morshed är det ganska tätbefolkat, med 52 invånare per kvadratkilometer. Närmaste större samhälle är Qohord-e Pā'īn, 16,5 km söder om Āq Bolāgh-e Morshed. Trakten runt Āq Bolāgh-e Morshed består i huvudsak av gräsmarker.